# Alemanha Oriental nos Jogos Olímpicos
A República Democrática Alemã (RDA), frequentemente chamada de Alemanha Oriental, fundou um Comitê Olímpico Nacional separado para a Alemanha Oriental socialista em 22 de abril de 1951, no Rotes Rathaus de Berlim Oriental, como o último dos três Comitês Olímpicos Alemães da época. Não foi reconhecido pelo COI por mais de uma década.

## História

### Divisão da Alemanha
Após a divisão da Alemanha por causa da Segunda Guerra Mundial, três estados separados foram fundados sob ocupação. Após a negação pelos aliados das tentativas feitas em 1947 para continuar a tradição da Alemanha nos Jogos Olímpicos, que havia começado antes de 1896, nenhum time alemão pôde participar dos Jogos de 1948. Finalmente, em 1949, o Comitê Olímpico Nacional da Alemanha foi fundado na República Federal da Alemanha, sendo posteriormente reconhecido pelo COI para representar ambos os estados alemães. O pequeno e ocupado pela frança Saarland e seu comitê olímpico nacional (SAA) não puderam, por uma década, aderir às outras partes alemãs, mas se juntaram à Alemanha Ocidental após 1955.
Autoridades da Alemanha Oriental do Nationales Olympisches Komitee für Ostdeutschland recusaram-se a mandar seus atletas para os Jogos de 1952 no time unificado da Alemanha, querendo mandar um time próprio, o que foi negado pelo COI.

## Time Unificado Alemão
Eles concordaram em participar em 1956, então atletas dos dois Estados alemães restantes competiram nos Jogos Olímpicos de 1956, 1960 e 1964 como a Equipe Alemã Unida. Enquanto esse time era simplesmente chamado de Alemanha na época, atualmente é designado pelo COI como EUA, que significa Équipe unifiée d'Allemagne.

### Sucesso dos Alemães Orientais
Durante a Guerra Fria, a socialista GDR ergueu o Muro de Berlim em 1961, e renomeou seu Comitê Olímpico para  Nationales Olympisches Komitee der DDR em 1965. Ele foi reconhecido como um comitê olímpico nacional (CON) independente pelo Comitê Olímpico Internacional em 1968. Então, a Alemanha Oriental deixou o Time Unificado da Alemanha e começou a enviar um time separado do país entre 1968 e 1988, estando ausente dos Jogos de Verão de 1984 em apoio ao boicote soviético aos Jogos.
Enquanto a história da GDR, um pequeno Estado com uma população de 16 milhões, é pequena, e até menor que a das Olimpíadas, ela foi muito bem-sucedida. De 1976 a 1988, eles ficaram em segundo em todas as três Olimpíadas de Verão de que participaram, atrás da União Soviética, e bem à frente da maior Alemanha Ocidental. Esse desempenho foi ainda melhor nos 5 Jogos de Inverno, com quatro segundos lugares no ranking e até um primeiro nos Jogos Olímpicos de Inverno de 1984.
Acredita-se claramente que o doping (predominantemente esteroide anabolizante) permitiu que a Alemanha Oriental, com sua pequena população, se tornasse um líder mundial nas duas décadas seguintes, ganhando um enorme número de medalhas olímpicas, além de bater vários recordes mundiais, com um grande número de atletas subsequentemente falhando nos testes de doping ou sendo suspeitos de tomarem drogas para melhorar a performance. Todavia, em muitos casos sob suspeita, nenhuma prova de trapaça foi descoberta, então a maioria dos recordes e de medalhas conquistados pelos atletas da Alemanha Oriental continuam até hoje. À parte do extensivo programa de doping, o país investiu com muito zelo no esporte - particularmente esporte olímpico, por razões de prestígio, propaganda e rivalidade com a Alemanha Ocidental - com uma extensa burocracia de Estado para escolher e treinar atletas promissores e técnicos de classe mundial.
Um importante nome da GDR foi Manfred Ewald (1926-2002), membro do comitê central do SED desde 1963. Ele foi o presidente do "Staatliches Komitee für Körperkultur und Sport" (Stako) em 1952 a 1960. Desde 1961, ele se tornou presidente do "Deutscher Turn- und Sportbund" (DTSB), governando todo o esporte na Alemanha Oriental, e em 1973 se tornou o presidente do Comitê Olímpico do país. Ele é considerado o organizador do "milagre esportivo da GDR". Sua autobiografia feita após 1990 foi intitulada "Eu fui o Esporte". Ele foi removido do escritório da DTSB em 1988.Em 2001,foi punido pelo seu papel no doping.

### Alemanha Não-dividida
A República Democrática Alemã deixou de existir após 1989, com suas regiões se juntando à República Federal da Alemanha no processo de reunificação da Alemanha em 1990. Em acordo a isso, o Comitê Olímpico da GDR se juntou ao alemão em 17 de novembro de 1990. Os atletas alemães competiram nos Jogos Olímpicos novamente como um time único a partir de 1992. Especialmente na primeira década após a reunificação, atletas da parte oriental da Alemanha contribuíram muito com as medalhas conquistadas pelo país. Isso prova que o doping não era a única razão pela qual a Alemanha Oriental era tão bem-sucedida nas Olimpíadas (e muito melhor do que a Alemanha Ocidental em particular), mas também as condições profissionais de treino eram pelo menos tão significantes. A exposição do doping foi feito por um sistema de Estado diferente (um antigo rival, que tinha muito menos destaque), algo que nunca aconteceu em outros países. A média de medalhas após 1990 se tornou próxima àquela que a Alemanha Oriental conseguia antes dessa década. Por exemplo, das 29 medalhas conquistadas pelo país nos Jogos Olímpicos de Inverno de 2006, 14 (6 ouros) foram conquistadas por atletas nascidos na Alemanha Oriental (um quinto da população da Alemanha), e apenas 9 (3 ouros) por atletas da Alemanha Ocidental, sendo 6 medalhas conquistadas em times mistos. Em anos recentes, alguns centros de esporte de alto-rendimento da Alemanha estão sendo mudados para parte ocidental do país, mas a parte oriental ainda tem força acima da média. Treinadores da Alemanha Oriental, como Uwe Müßiggang foram importantes no estabelecimento de condições esportivas de sucesso em muitos campos da Alemanha Unificada. Muitos atletas de alto rendimento alemães que atualmente vivem na parte ocidental do país começaram sua carreira profissional na parte oriental e podem ser vistos como parte do êxodo em larga escala de jovens pessoas do Leste para o Oeste desde a reunificação.

## Quadro de medalhas

### Medalhas por Jogos de Verão
| Jogos                    | Ouro                        | Prata                       | Bronze                      | Total                       |
| 1952 Helsinki            | não participou              | não participou              | não participou              | não participou              |
| 1956 Melbourne/Estocolmo | Parte da Equipe Alemã Unida | Parte da Equipe Alemã Unida | Parte da Equipe Alemã Unida | Parte da Equipe Alemã Unida |
| 1960 Roma                | Parte da Equipe Alemã Unida | Parte da Equipe Alemã Unida | Parte da Equipe Alemã Unida | Parte da Equipe Alemã Unida |
| 1964 Tóquio              | Parte da Equipe Alemã Unida | Parte da Equipe Alemã Unida | Parte da Equipe Alemã Unida | Parte da Equipe Alemã Unida |
| 1968 Cidade do México    | 9                           | 9                           | 7                           | 25                          |
| 1972 Munique             | 20                          | 23                          | 23                          | 66                          |
| 1976 Montreal            | 40                          | 25                          | 25                          | 90                          |
| 1980 Moscou              | 47                          | 37                          | 42                          | 126                         |
| 1984 Los Angeles         | não participou              | não participou              | não participou              | não participou              |
| 1988 Seul                | 37                          | 35                          | 30                          | 102                         |
| Total                    | 153                         | 129                         | 127                         | 409                         |

### Medalhas por Esportes de Verão
| Esporte            | Ouro | Prata | Bronze | Total |
| Atletismo          | 38   | 36    | 35     | 109   |
| Natação            | 38   | 32    | 22     | 92    |
| Remo               | 33   | 7     | 8      | 48    |
| Canoagem           | 14   | 7     | 9      | 30    |
| Ginástica          | 6    | 13    | 17     | 36    |
| Ciclismo           | 6    | 6     | 4      | 16    |
| Boxe               | 5    | 2     | 6      | 13    |
| Tiro               | 3    | 8     | 5      | 16    |
| Lutas              | 2    | 3     | 2      | 7     |
| Saltos ornamentais | 2    | 2     | 3      | 7     |
| Vela               | 2    | 2     | 2      | 6     |
| Halterofilismo     | 1    | 4     | 6      | 11    |
| Judô               | 1    | 2     | 6      | 9     |
| Futebol            | 1    | 1     | 1      | 3     |
| Handebol           | 1    | 1     | 1      | 3     |
| Voleibol           | 0    | 2     | 0      | 2     |
| Esgrima            | 0    | 1     | 0      | 1     |
| Total              | 153  | 129   | 127    | 409   |

### Medalhas por Jogos de Inverno
| Jogos                  | Ouro                        | Prata                       | Bronze                      | Total                       |
| 1952 Oslo              | não participou              | não participou              | não participou              | não participou              |
| 1956 Cortina d'Ampezzo | Parte da Equipe Alemã Unida | Parte da Equipe Alemã Unida | Parte da Equipe Alemã Unida | Parte da Equipe Alemã Unida |
| 1960 Squaw Valley      | Parte da Equipe Alemã Unida | Parte da Equipe Alemã Unida | Parte da Equipe Alemã Unida | Parte da Equipe Alemã Unida |
| 1964 Innsbruck         | Parte da Equipe Alemã Unida | Parte da Equipe Alemã Unida | Parte da Equipe Alemã Unida | Parte da Equipe Alemã Unida |
| 1968 Grenoble          | 1                           | 2                           | 2                           | 5                           |
| 1972 Sapporo           | 4                           | 3                           | 7                           | 14                          |
| 1976 Innsbruck         | 7                           | 5                           | 7                           | 19                          |
| 1980 Lake Placid       | 9                           | 7                           | 7                           | 23                          |
| 1984 Sarajevo          | 9                           | 9                           | 6                           | 24                          |
| 1988 Calgary           | 9                           | 10                          | 6                           | 25                          |
| Total                  | 39                          | 36                          | 35                          | 110                         |

### Medalhas por Esportes de Inverno
| Esporte                 | Ouro | Prata | Bronze | Total |
| Luge                    | 13   | 8     | 8      | 29    |
| Patinação de velocidade | 8    | 12    | 9      | 29    |
| Bobsleigh               | 5    | 5     | 3      | 13    |
| Biatlo                  | 3    | 4     | 4      | 11    |
| Patinação artística     | 3    | 3     | 4      | 10    |
| Combinado nórdico       | 3    | 0     | 4      | 7     |
| Salto de esqui          | 2    | 3     | 2      | 7     |
| Esqui cross-country     | 2    | 1     | 1      | 4     |
| Total                   | 39   | 36    | 35     | 110   |